# Màng trinh
Màng trinh là một màng mỏng nằm trong âm đạo, cách cửa âm đạo khoảng 2 cm. Màng trinh là màng che cửa âm đạo. Nhiều loài động vật cũng có màng trinh, bao gồm (nhưng không giới hạn) lạc đà không bướu, chuột lang, vượn, lợn biển, chuột chũi, cá voi có răng, tinh tinh, voi, chuột, vượn cáo và hải cẩu. Ở trẻ em, mặc dù màng trinh thường có hình khuyên, nó cũng có thể có hình dạng khác.
Ảnh hưởng của việc sinh hoạt tình dục và sinh đẻ có nhiều dạng khác nhau. Nếu màng trinh đủ tính đàn hồi, nó có thể khôi phục về gần với hình dáng ban đầu. Trong những trường hợp khác, một phần của màng trinh còn có thể sót lại, hoặc nó cũng có thể biến mất hoàn toàn. Một số thông tin cho rằng một số phụ nữ khi sinh ra đã không có màng trinh. Tuy nhiên, tờ báo New York Times đã đưa tin về khảo sát của bác sĩ chuyên khoa nhi với 1.100 bé gái sơ sinh cho thấy tất cả các bé gái khi sinh ra đều có màng trinh.
Có nhiều quảng cáo về việc vá lại màng trinh, nhưng những quảng cáo đó chỉ là sự khoa trương, thực ra màng trinh đã rách thì không thể vá lại. Vá màng trinh là rất khó, có thể nói là không tưởng, bởi màng trinh được kết dính với ống âm đạo luôn di động, mạch máu trong môi trường dễ nhiễm trùng. "Vá màng trinh" thực chất là dùng niêm mạc âm đạo, nhíu lại bằng vài mũi khâu, thực chất là làm chít hẹp một phần ống âm đạo, khi có va chạm, vết khâu sẽ rách ra, nhưng thủ thuật này không thể qua mắt các bác sĩ phụ khoa hoặc người có kinh nghiệm.

## Cấu tạo

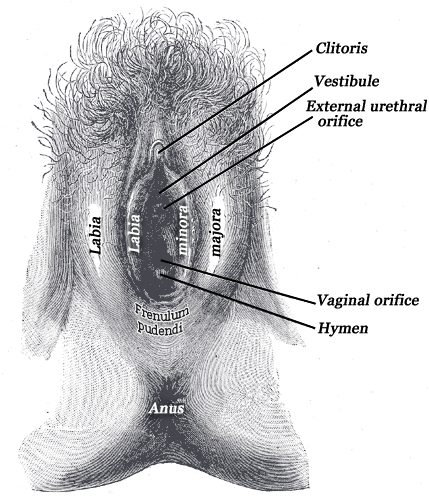
Mô tả các cơ quan sinh dục nữ cùng màng trinh
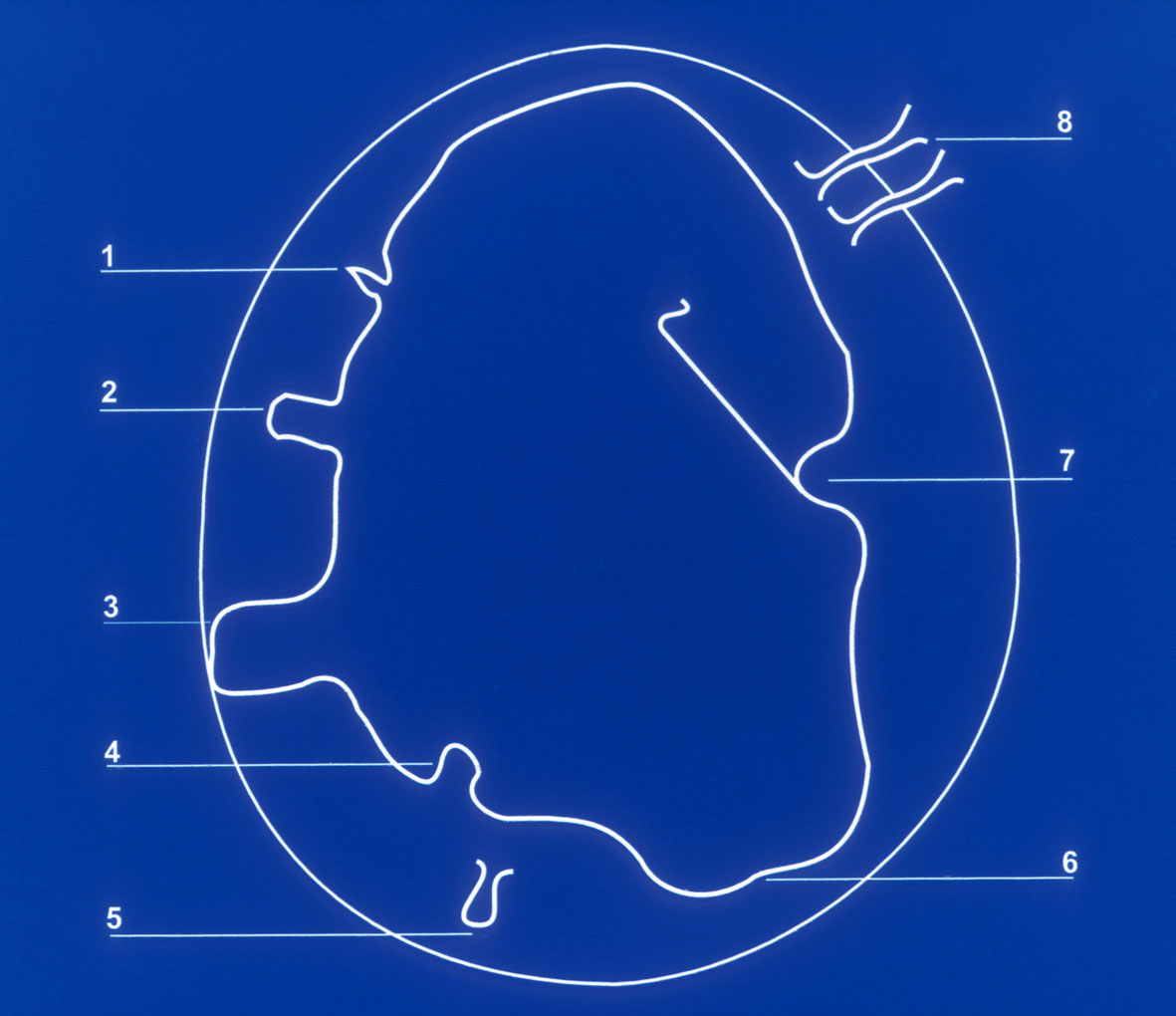
Phác thảo cấu tạo

## Phân loại

Hình ảnh cấu tạo màng trinh

Kích thước và hình dạng cửa mình mỗi người đều khác nhau. Rất hiếm hoi, có phụ nữ được sinh ra mà không có màng trinh, trong khi một số khác (cũng rất hiếm) lại có màng trinh đóng (kín, không có lỗ). Những người này cần phải được bác sĩ phụ khoa tiến hành hymenotomy nhằm giúp kinh nguyệt có thể thoát ra ngoài. Không chỉ vậy, một số phụ nữ lại có màng trinh dày bất thường, họ cũng cần được tiến hành mở màng trinh nhằm tránh đau đớn khi giao hợp. Vào tuổi dậy thì của phụ nữ, cấu trúc chung của màng trinh có thể so sánh như của một scrunchie tóc, một thứ khá đàn hồi và có thể giãn rộng dễ dàng. Một số dạng màng trinh thường gặp là:
- Hình khuyên – màng trinh có hình tròn bao lấy miệng âm đạo. Là loại màng trinh thường thấy nhất ở người thanh nữ. Thường chỉ cần để hai ngón tay hai bên đại âm thần, vạch chúng sang một bên là ta có thể thấy rõ màng trinh nếu màng còn nguyên vẹn. Khi màng này rách, thường rách theo một đường thẳng đứng ở giữa.
- Vách ngăn – màn trinh là một hoặc nhiều dải giăng ngang miệng âm đạo.
- Dạng sàng – màng trinh phủ hoàn toàn cửa mình và có nhiều lỗ nhỏ.
- Đã sinh con – màng trinh rách, đạo mở rộng, ven thành cửa mình còn tàn tích của màng trinh cũ.

Cần lưu ý có một số phụ nữ có màng trinh thuộc loại co giãn được, sẽ không bị rách dù đã quan hệ tình dục.

## Sự phát triển
Có một số thông tin cho rằng một số phụ nữ khi sinh ra đã không có màng trinh, nhưng đều này hiện nay đã bị bác bỏ. Báo New York Times đưa tin, một khảo sát cho thấy hầu như tất cả bé gái sinh ra đều có màng trinh (khảo sát trên 1.100 bé gái cho thấy tất cả đều có màng trinh)
Trong thời kì đầu của bào thai, hoàn toàn không có cửa vào âm đạo. Lớp mô mỏng che phủ âm đạo thời kì này thường sẽ phân chia không hoàn toàn trước khi sinh, hình thành nên màng trinh. Màng trinh thật ra là một phần dư sót lại trong thời kì thai nhi phát triển. Ở một số phụ nữ, màng trinh dày và che kín âm đạo gây trở ngại khi giao hợp và có triệu chứng không có kinh, hoặc nó đàn hồi đến mức tiếp tục tồn tại cho đến lần sinh con đầu tiên.

## Rách màng trinh
Có nhiều quan điểm cho rằng phụ nữ sau khi quan hệ tình dục lần đầu tiên sẽ bị rách màng trinh. Tuy nhiên, vấn đề liệu thực sự phụ nữ chỉ rách màng trinh sau khi quan hệ tình dục lần đầu tiên hay không vẫn chưa được chứng minh. Ở lứa tuổi dậy thì của những nữ thiếu niên, màng trinh có độ co giãn tốt và có thể mở rộng ra để đưa băng vệ sinh dạng ống (tampon) cho vừa vặn. Theo một khảo sát, chỉ có 43% phụ nữ bị chảy máu khi quan hệ tình dục lần đầu, do màng trinh đã giãn nở đủ rộng để dương vật có thể đưa vào mà không bị rách màng trinh. Ngoài ra, một nghiên cứu vào tháng 3 năm 2004 tại Hoa Kỳ cho thấy 52% phụ nữ sau lần quan hệ tình dục đầu tiên vẫn có màng trinh nguyên vẹn.
Sau kì sinh nở đầu tiên, màng trinh thường sẽ bị rách hoàn toàn.
Tóm lại, chỉ có sự thâm nhập âm đạo do quan hệ tình dục, hiếp dâm hoặc phẫu thuật mới làm rách màng trinh. Các nguyên nhân khác (như thủ dâm, ngã xe đạp, ngã ngựa...) sẽ không gây rách màng trinh. Một số nguồn thông tin báo chí, diễn đàn hoặc ý kiến cho rằng thủ dâm, ngã xe đạp, ngã ngựa... cũng gây rách màng trinh, nhưng thực ra điều này là sai về kiến thức y khoa. Các chấn thương này thường gây chấn thương lên xương mu âm đạo, xương cụt, hay tới những cạnh mép của cửa âm đạo, nhưng không tạo nên chấn thương sâu nên không thể gây ra hiện tượng rách màng trinh

## "Màng trinh" và "Trinh tiết"
Có nhiều quan niệm hợp nhất giữa 2 khái niệm "màng trinh" (hymen) và "trinh tiết, sự trong trắng" (Virgin). Thực chất, đây là hai khái niệm riêng. Màng trinh là khái niệm sinh học chỉ một bộ phận của phụ nữ, còn trinh tiết là một khái niệm xã hội, chỉ người chưa từng quan hệ tình dục (hoặc cũng có thể chỉ người đã quan hệ nhưng là do bị cưỡng hiếp), hoặc những phụ nữ một lòng chung thủy suốt đời với chồng.
Có sự lẫn lộn này là do màng trinh thường sẽ bị rách và gây chảy máu ở lần giao hợp đầu tiên. Các nguyên nhân khác như chơi thể thao, chạy nhảy, đi xe đạp, dùng băng vệ sinh... được một số báo chí cho là có thể gây rách màng trinh, nhưng thực ra sau những chấn thương như vậy, màng trinh sẽ liền lại như cũ.